# Francisco III de Orleães-Longueville
Francisco III de Orleães, Duque de Longueville (em francês:  François III d'Orléans, duc de Longueville; 30 de outubro de 1535 — 22 de setembro de 1551) foi um nobre francês pertencente à Casa Orleães-Longueville, ramo natural cadete da Casa de Valois.
Foi Duque de Longueville, Conde de Montgomery, Conde de Tancarville, Viconde de Abbeville, Conde Soberano de Neuchâtel, Par de França.

## Biografia
Francisco III era filho de Luís II de Orleães-Longueville e de Maria de Guise (1515-1560). O seu pai vem a falecer em 1537 e a sua mãe, Maria, volta a casar com o rei Jaime V da Escócia. Do segundo casamento da mãe nasceu Maria Stuart, futura rainha da Escócia e rainha consorte de França.

Pela morte da sua avó, Joana de Hochberg, Francisco III torna-se Conde de Neuchâtel com apenas 8 anos de idade. A sua tutela é assegurada pelo seu avô materno, o duque Cláudio de Lorena, Duque de Guise, e pelo seu tio materno o Cardeal de Lorena, Carlos de Guise
.
Morreu apenas com quase 16 anos, nunca se casou, no entanto, ele teve uma filha ilegítima chamada Françoise de Longueville (1548-1601). Após sua morte, ele foi sucedido por seu primo co-irmão  Léonor de Orleães-Longueville.

## Referência
- Este artigo foi inicialmente traduzido, total ou parcialmente, do artigo da Wikipédia em francês cujo título é «François III de Longueville».